# Ferrovia Nouadhibou-M'Haoudat
La ferrovia Nouadhibou-M'Haoudat è l'unica ferrovia della Mauritania. Attiva a partire dal 1963, essa collega le miniere di minerali ferrosi vicino a Zouérat con la città portuale di Nouadhibou, sull'Atlantico, con un percorso di 704 km.

## Storia

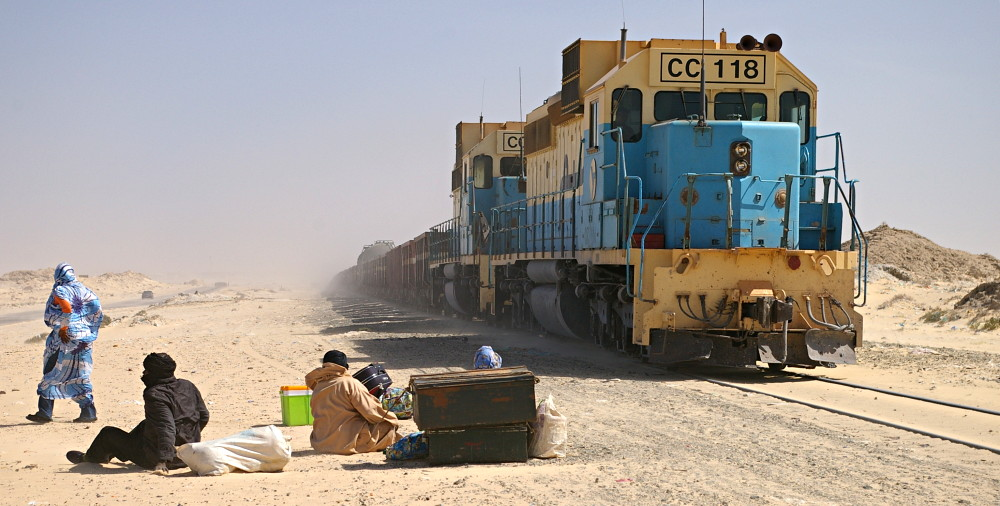
Un treno fermo alla stazione di Nouadhibou

I lavori per la costruzione della linea ferroviaria, inizialmente lunga 652 chilometri e realizzata a scartamento ordinario, iniziarono nel 1960 ad opera dell'allora gestore delle miniere, la Société Anonyme des Mines de fer da la Mauritania, con la realizzazione del primo chilometro, che fu festeggiata il 5 marzo 1961. Il 16 giugno 1963, dopo 3 anni di lavoro, la ferrovia fu ufficialmente inaugurata, unendo il porto della città di Nouadhibou con i distretti minerari di Choum e Zouérat, ultima stazione della linea.
Quando nel 1963 la costruzione della linea arrivò presso la città di Choum, al confine tra la Mauritania e l'attuale Sahara Occidentale, allora colonia spagnola con il nome di Sahara spagnolo, le autorità francesi, che ancora controllavano l'economia mauritana nonostante il paese avesse raggiunto l'indipendenza il 28 novembre 1960, chiesero alle autorità spagnole il permesso di realizzare un breve tratto di ferrovia sul loro territorio, un deserto relativamente pianeggiante, onde evitare di dover passare attraverso una zona rocciosa e collinare. Queste tuttavia imposero condizioni considerate talmente inaccettabili dai francesi, che gli ingegneri transalpini furono costretti a deviare il percorso progettato, realizzando un tratto più lungo ma passante in territorio mauritano, correndo praticamente parallelo al confine, e facendo scavare un tunnel di due chilometri attraverso un massiccio di granito, tunnel che fu in seguito definito come "un monumento alla stupidità europea in Africa".
Una volta entrata in funzione, la ferrovia fornì un'importante spinta alla crescita della Mauritania e del suo PIL; di conseguenza, nel 1974, la Société Anonyme des Mines de fer de la Mauritanie (MIFERMA) fu nazionalizzata ed oggi la linea è gestita dalla Société Nationale Industrielle et Minière (SNIM).
Quando, in seguito agli accordi di Madrid del 1975, la Mauritania annesse la parte meridionale del Sahara spagnolo creando la regione del Tiris al-Gharbiyya, che esistette fino al 1979, le milizie del Fronte Polisario iniziarono ad attaccare costantemente la linea ferroviaria, mettendola praticamente fuori uso. Come conseguenza, l'economia della Mauritania, già messa sotto stress dallo sforzo bellico derivante dalla suddetta annessione, fu quasi paralizzata e il Paese si trovò sull'orlo del collasso economico. La situazione si risolse nel 1978, quando il governo monopartitico di Moktar Ould Daddah, ormai gravemente compromesso dal fallimento della guerra, cadde sotto un colpo di Stato messo in opera da alcuni ufficiali dell'esercito scontenti della gestione del conflitto. Poco tempo tempo, la Mauritania si ritirò dalla guerra, rinunciando a ogni pretesa su qualsiasi parte del Sahara Occidentale e ritirando le proprie truppe. All'inizio degli anni 1980, una volta rimessa in sicurezza la linea ed effettuate le riparazioni necessarie, il traffico ferroviario poté quindi riprendere.
Nel 1991, dopo la fine della guerra del Sahara Occidentale, fu realizzato un tratto di ferrovia lungo circa 5 km passante per una parte del Sahara Occidentale oggi controllata dal Fronte Polisario, ossia per la cosiddetta Zona libera, ponendo quindi in disuso il sopraccitato tunnel di Choum.
Successivamente fu aggiunto un ulteriore segmento di 70 km che corre dalla stazione di F'dérik alla miniera di M'Haoudat, portando la linea ferroviaria alla sua attuale lunghezza.
Nel 2014 il gigante del settore minerario Glencore stipulò con la SNIM un contratto di utilizzo delle infrastrutture portuali e ferroviarie per 18 anni al costo di un miliardo di dollari, con l'intenzione di collegare la ferrovia a due nuove miniere di ferro presso Askaf e Guelb El Aouj. L'operazione aveva lo scopo di far risparmiare denaro alla compagnia, evitando di costruire una ferrovia a sé stante con le relative infrastrutture. Tuttavia, circa un anno dopo, a causa di una diminuzione del 40% del prezzo del minerale di ferro, la Glencore abbandonò il progetto.
Nel 2018 la ferrovia è diventata protagonista del cortometraggio The Mauritania Railway: Backbone of the Sahara, di Miguel de Olaso, in arte MacGregor.

## Itinerario
| Non-passenger head station |

| Station on track |

| Unknown route-map component "eBHF" |

| Non-passenger station/depot on track |

| Unknown route-map component "eDST" |

| Station on track |

| Station on track |

| Non-passenger station/depot on track |

| Station on track |

| Non-passenger station/depot on track |

| Unknown route-map component "eBHF" |

| Non-passenger station/depot on track |

| Station on track |

| Unknown route-map component "xABZgl" | Unknown route-map component "STR+r" |

| Unknown route-map component "exSTR" | Unknown route-map component "STR+GRZq" |

| Unknown route-map component "exTUNNEL1" | Straight track |

| Unknown route-map component "exSTR" | Unknown route-map component "STR+GRZq" |

| Unknown route-map component "exDST" | Straight track |

| Unknown route-map component "exBHF" | Straight track |

| Unknown route-map component "xABZg+l" | One way rightward |

| Unknown route-map component "eBHF" |

| Unknown route-map component "eDST" |

| Station on track |

| Unknown route-map component "ABZgl" | Unknown route-map component "STR+r" |

| Straight track | Non-passenger station/depot on track |

| Straight track | Non-passenger end station |

| Station on track |

| Straight track | Non-passenger head station |

| Unknown route-map component "ABZg+l" | One way rightward |

| Non-passenger end station |

Partendo dal porto sito vicino alla punta meridionale della penisola di Ras Nouadhibou, la ferrovia si snoda verso nord, oltrepassando la città di Nouadhibou; dopodiché si volge verso est, seguendo il confine con il Sahara Occidentale per 400 km attraverso un territorio desertico pressoché disabitato, per poi giungere a Choum, dove vira verso nord. A questo punto il percorso della ferrovia sconfina nel territorio del Sahara Occidentale, per poi rientrare in territorio mauritano dopo circa 5 chilometri e allontanarsi dal confine in direzione nord-nord-est fino alla città di F'dérik, dove la linea si biforca e procede verso nord-est, con un ramo che raggiunge Zouérat e un altro, il più recente, che raggiunge M'Haoudat.

## Traffico

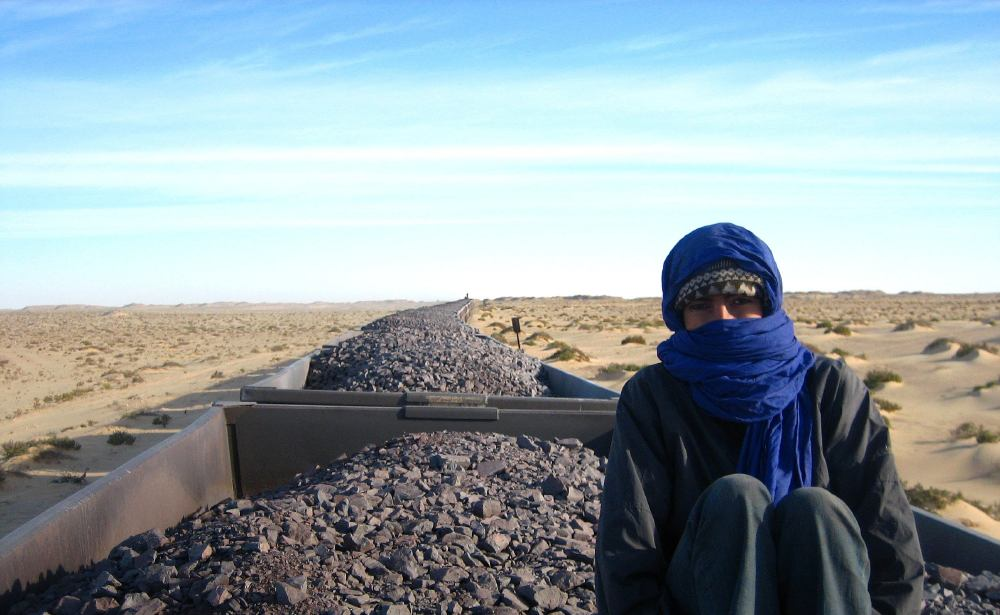
Una passeggera clandestina in viaggio su un vagone di minerale di ferro

Il percorso, a binario unico, viene utilizzato quasi esclusivamente per il trasporto del minerale di ferro, con un volume che raggiunge i 16,6 milioni di tonnellate l'anno. I treni che percorrono la ferrovia sono tra i più lunghi e pesanti al mondo, essendo generalmente lunghi circa 2,5 chilometri e pesanti fino a 17 000 tonnellate, e composti da tre o quattro locomotive diesel EMD a cui vengono agganciati da 200 a 210 vagoni, ognuno caricato con circa 84 tonnellate di minerale, e 2 o 3 vagoni di servizio.
Oltre ad altre merci, ad esempio l'acqua per F'dérik e Zouérat, sulla linea vengono occasionalmente trasportati anche passeggeri, con un servizio gestito da una filiale della SNIM, ossia la Société d'Assainissement, de Travaux, de Transport et de Maintenance (ATTM). Talvolta un vagone passeggeri, su cui si viaggia a pagamento, viene agganciato a uno dei quattro treni merci disponibili, ma più spesso i passeggeri, che includono gente del posto, commercianti e occasionalmente alcuni turisti, viaggiano semplicemente nei vagoni merci, clandestinamente. Le condizioni di viaggio sono particolarmente dure, con temperature diurne che superano i 40 °C, e la morte per caduta non è infrequente.
Dal 1999 fino al 2009, una società del gruppo Société Mauritanienne de Service et de Tourisme ha fatto viaggiare sulla linea ferroviaria un treno appositamente dedicato ai turisti, chiamato Train du désert e composto da una locomotiva, un vagone letto e un vagone a due piani che consentiva ai passeggeri di visitare alcune miniere di ferro. Dopo 10 anni di sospensione, il treno ha ripreso le proprie operazioni nel 2019.

## Locomotive
Nell'ottobre 2010, la SNIM ha ordinato sei locomotive statunitensi EMD SD-70ACS, dotate di un sistema di filtraggio rafforzato, spazzasabbia mobili, un sistema di controllo EM2000, un sistema di visualizzazione FIRE, più altre modifiche simili atte a consentire operazioni in ambienti con condizioni climatiche estreme.
In precedenza sulla ferrovia venivano utilizzate locomotive EMD SDL40-2, dotate anch'esse di speciali modifiche atte a consentirne il corretto funzionamento in ambienti polverosi e a temperature estreme, le quali, tra il 1981 e il 1997, avevano a loro volta sostituito ventuno locomotive francesi MIFERMA Classe CC 01-21, realizzate appositamente per la MIFERMA, da cui il nome, per sopportare condizioni di lavoro estreme.